# 1941 az irodalomban
Az 1941. év az irodalomban.

## Események
- A második világháború pusztítása mind több országra kiterjed, a Szovjetunió megtámadása után Magyarország is belép a háborúba. Az irodalmi élet egyre inkább elsorvad, sok szerző hazája elhagyására kényszerül, és ugyancsak sokan életüket vesztik a nélkülözés vagy az öldöklés következtében.
- augusztus 1.: Budapesten a főszerkesztő Babits Mihály halála után megszűnik a Nyugat, a modern magyar irodalom 1908-ban indult folyóirata.

## Megjelent új művek

### Próza
- Jorge Luis Borges argentin író, költő novelláskötete és címadó elbeszélése: El jardín de senderos que se bifurcan (Az elágazó ösvények kertje)
- Agatha Christie:
  - Nyaraló gyilkosok (Evil Under the Sun)
  - N vagy M (N or M? )
- Alekszandr Fagyejev: Poszlednyij udege (Az utolsó udege), befejezetlen
- Martin Alfred Hansen dán író regénye: Jonatans rejse (Jonathán utazása)
- Eric Knight regénye: This Above All (Légy hű magadhoz)
- Vilhelm Moberg svéd író történelmi regénye: Rid i natt!
- Vladimir Nabokov: The Real Life of Sebastian Knight (Sebastian Knight valódi élete), az emigráns író angol nyelvű regénye
- Cesare Pavese regénye: Paesi tuoi (Szülőföldem)
- John Crowe Ransom: The New Criticism (Az új kritika), esszékötet
- Upton Sinclair regénye:  Between Two Worlds (Két világ között)
- Paul Valéry aforizmagyűjteménye: Tel quel (Olyan, amilyen)
- Elio Vittorini olasz író regénye könyv alakban: Conversazione in Sicilia (Szicíliai beszélgetés); (1938–1939-ben megjelent folytatásokban)
- Franz Werfel regénye: Das Lied von Bernadette (Bernadette)

### Költészet
- Rafael Alberti verseskötete: Entre el clavel y la espada (Szegfű és kard között)
- Louis Aragon: Le Crève-cœur (Szívszakadásig)
- Paul Éluard: Le livre ouvert (Nyitott könyv)

### Dráma
- Jean Anouilh: Le Rendez-vous de Senlis (Találka Senlisban), bemutató; megjelenik 1942-ben
- Bertolt Brecht: Kurázsi mama és gyermekei (Mutter Courage und ihre Kinder), bemutató
- Noël Coward vígjátéka: Blithe Spirit (Vidám kísértet), bemutató
- Pär Lagerkvist: Midsommardröm i fattighuset (Nyáréji álom a szegényházban), színpadi dráma
- Dorothy L. Sayers rádiójáték-sorozata: Aki királynak született, első sugárzás

### Magyar irodalom
- Kassák Lajos verseskötete: Szombat este
- Sárközi György verseskötete: Higgy a csodában!
- Móricz Zsigmond regénye: Rózsa Sándor a lovát ugratja
- Németh László esszékötete: Készülődés
- Illés Endre drámája: Törtetők
- Megjelenik az 1930-ban elkezdett könyvsorozat, Pintér Jenő A magyar irodalom története: tudományos rendszerezés című nagy munkájának nyolcadik, befejező  kötete.
- Ugyanebben az évben lát napvilágot Szerb Antaltól A világirodalom története

## Születések
- február 1. – Gion Nándor vajdasági magyar író, újságíró, forgatókönyvíró, tanár, rádiós szerkesztő  († 2002)[1]
- március 23. – Utassy József magyar költő, műfordító († 2010)
- április 10. – Paul Theroux amerikai regény- és útikönyvíró
- május 24. – Bob Dylan irodalmi Nobel-díjas (2016) amerikai énekes, dalszerző, zenész, költő
- július 4. – Tomaž Šalamun szlovén költő († 2014)
- július 7. – Mesterházi Márton magyar műfordító, szerkesztő, irodalomtörténész, dramaturg († 2022)
- augusztus 6. – Simonffy András magyar író († 1995)
- október 4.– Anne Rice amerikai író († 2021)
- október 30.– Rózsa Endre József Attila- és Bethlen Gábor-díjas költő († 1995)

## Halálozások
- január 13. – James Joyce ír költő, író, kritikus; fő műve az 1922-ben megjelent Ulysses című regény (* 1882)
- március 8. – Sherwood Anderson amerikai író (* 1876)
- március 28. – Virginia Woolf angol regényíró, esszéista, novellista, kritikus, könyvkiadó, feminista; a 20. századi modern irodalom egyik kiemelkedő alkotója (* 1882)
- augusztus 4. – Babits Mihály költő, író, irodalomtörténész, műfordító, a 20. század első felében a magyar irodalom kiemelkedő alkotója, 1929-től a Nyugat főszerkesztője (* 1883)
- augusztus 7. – Rabindranáth Tagore indiai költő, író, zeneszerző, festő, polihisztor, aki életművével átformálta az indiai régió irodalmát és zenéjét (* 1861)
- augusztus 31. – Marina Cvetajeva orosz költő, író, az orosz modernizmus egyik legnagyobb alakja (* 1892)
- október 14. – Hjalmar Söderberg svéd költő, regényíró, színműíró (* 1869)
- október 26. – Arkagyij Petrovics Gajdar orosz ifjúsági író (* 1904)
- december 2. – Zlinszky Aladár irodalomtörténész, esztéta (* 1864)
- december 9. – Dmitrij Szergejevics Merezskovszkij orosz költő, író, kritikus, műfordító, vallásfilozófus (* 1866)